# Wu Weiying
Wu Weiying (chinesisch 吳偉英 / 吴伟英, Pinyin Wú Wěiyīng; * 19. Januar 1969) ist eine ehemalige chinesische Fußballspielerin.

## Karriere

### Klub
Sie war in ihrer Heimat für ein Team in Guangdong aktiv.

### Nationalmannschaft
Mit der chinesischen A-Nationalmannschaft nahm sie an der Weltmeisterschaft 1991 teil. Hier kam sie auch in allen Partien der Mannschaft zum Einsatz, wobei sie nur im Viertelfinalspiel auch komplett durchspielte. Bei dem 4:1-Gruppenspielsieg über Neuseeland, erzielte sie zudem das zwischenzeitliche 3:0.